# Dennis van der Gijp
Dennis van der Gijp (Dordrecht, 20 augustus 1963) is een voormalig Nederlands voetballer. Hij is een zoon van voormalig voetballer Cor van der Gijp en een neef van mediapersoonlijkheid en voormalig voetballer René van der Gijp.

## Biografie
Van der Gijp begon zijn carrière bij DS '79. In 1985 liet hij daar zijn contract ontbinden, nadat een bestuurslid, naar aanleiding van een kritisch rapport van de hand van zijn vader Cor van der Gijp, zich laatdunkend over hem had uitgelaten. Pas in 1988 lukte het hem zijn carrière opnieuw op te pakken bij NAC. Hierna speelde hij nog voor SVV/Dordrecht'90 en Excelsior.
Na het voetbal begon Van der Gijp een eigen bedrijf gespecialiseerd in de im- en export van sportartikelen en sportkleding.

## Statistieken
| Seizoen | Club               | Land      | Competitie     | Wed. | Goals |
| ------- | ------------------ | --------- | -------------- | ---- | ----- |
| 1983/84 | DS '79             | Nederland | Eredivisie     | 12   | 3     |
| 1984/85 | DS '79             | Nederland | Eerste divisie | 5    | 0     |
| 1988/89 | NAC                | Nederland | Eerste divisie | 25   | 10    |
| 1989/90 | NAC                | Nederland | Eerste divisie | 36   | 10    |
| 1990/91 | NAC                | Nederland | Eerste divisie | 22   | 7     |
| 1991/92 | SVV/Dordrecht'90   | Nederland | Eredivisie     | 0    | 0     |
| 1991/92 | Excelsior (huur)   | Nederland | Eerste divisie | 23   | 3     |
| 1992/93 | (SVV/)Dordrecht'90 | Nederland | Eredivisie     | 0    | 0     |
| Totaal  | Totaal             | Totaal    | Totaal         | 123  | 33    |